# Ectinosoma compressum
Ectinosoma compressum är en kräftdjursart som beskrevs av Georg Ossian Sars 1920. Ectinosoma compressum ingår i släktet Ectinosoma och familjen Ectinosomatidae. Arten är reproducerande i Sverige. Inga underarter finns listade i Catalogue of Life.